# Manilkara doeringii
Manilkara doeringii är en tvåhjärtbladig växtart som först beskrevs av Adolf Engler och Kurt Krause, och fick sitt nu gällande namn av Herman Johannes Lam. Manilkara doeringii ingår i släktet Manilkara och familjen Sapotaceae.
Artens utbredningsområde är Togo. Inga underarter finns listade i Catalogue of Life.